# 京都国立博物館
京都国立博物館（きょうとこくりつはくぶつかん）は、独立行政法人国立文化財機構が運営する博物館。1897年（明治30年）5月に開館した。現館長は松本伸之。
主に平安時代から江戸時代にかけての京都の文化を中心とした文化財を、収集・保管・展示するとともに、文化財に関する研究、普及活動を行っている。平常展示のほかに特別展が1年に2–4回行われている。
2020年3月31日時点で、国宝29件、重要文化財200件を含む収蔵品の総数は8,130件。これとは別に、国宝88件、重要文化財615件を含む総数6,520件の寄託品を収蔵している。2019年度の平常展の展示替え件数は1,140件、展示総件数は1,147件。同年度の来館者数は約38万人で、平常展来場者は約16万人。

## 開館までの経緯
1888年（明治21年）、宮内省に臨時全国宝物取調局（局長九鬼隆一）が設置され、日本各地の社寺等の文化財（当時の用語では「宝物」）の調査が行われた。その結果、京都・奈良には特に文化財が集中しており、それらを収蔵保管する施設の整備が急務とされた。こうして当時の日本政府は京都と奈良に国立の博物館を設置することとした。当時、東京には東京国立博物館の前身にあたる博物館がすでに設置されていたが（1872年創立）、1889年（明治22年）5月、宮内大臣通達により、東京の博物館を「帝国博物館」と改め、同時に「帝国京都博物館」と「帝国奈良博物館」の官制が定められた。京都国立博物館の前身である帝国京都博物館が機関として発足したのはこの時である。初代の館長は森本後凋（こうちょう）という人物であったが、同人の在任中は博物館開館以前の準備期間であり、実質的な初代館長は1894年（明治27年）2月に就任した山高信離である。1890年（明治23年）には帝国京都博物館の建設地が東山七条の現在地に定められた。この土地は方広寺（京の大仏）旧境内にあたり、1890年当時は、東半が民有地、西半は七条御料地（旧恭明宮）であった。恭明宮とは、明治初年の神仏分離後、それまで御所の御黒戸に安置されていた仏像や歴代天皇の位牌を安置していた施設である（1870年設置、1876年廃止）。
博物館の本館は片山東熊の設計になる煉瓦造平屋建て、フレンチルネサンス様式の建物で、1892年（明治25年）6月に建築工事に着工、1895年（明治28年）10月に竣工した。諸準備が整い、博物館が開館したのは1897年（明治30年）5月のことである。設計者の片山は赤坂離宮のほか、奈良国立博物館本館や東京国立博物館表慶館の設計にも携わった、宮廷建築家である。本館は当初3階建てで計画されたが、1891年（明治24年）に発生した濃尾地震でレンガ造2階建ての建物が多く倒壊したことを踏まえ、平屋建てに変更された。
なお、京都には帝国京都博物館開館以前に府営の博物館があった。府営博物館は1875年（明治8年）、京都御所の御米倉に設けられ、翌1876年に河原町二条下ルの府立勧業場に移転したが、1883年（明治16年）に閉鎖されている。この府営博物館の所蔵品1,000件余は帝国京都博物館に引き継がれた。そのうちには後に重要文化財に指定された銅造不動明王立像、舞踊図小屏風などが含まれている。

## 開館後の沿革
1900年（明治33年）6月、帝国京都博物館・帝国奈良博物館はそれぞれ京都帝室博物館・奈良帝室博物館と改称され、東京の帝国博物館総長の管轄下に置かれた。1924年（大正13年）には皇太子（後の昭和天皇）の成婚を記念して京都帝室博物館は京都市に移管され、恩賜京都博物館と改称した。太平洋戦争後の1947年（日本国憲法施行の年）、東京と奈良の帝室博物館は管轄が宮内省から文部省へ変わり、文化財保護委員会（文部省の外局）の附属機関となったが、恩賜京都博物館は引き続き京都市の所管下にあった。その後、京都の博物館についても国立に戻そうという機運が高まり、1947年4月に国立に移管され、名称は現館名の京都国立博物館となった。
国立移管時に、土地、建物、所蔵品などは市から国の所有に変更されたが、当時の館蔵品のうち、重要文化財および重要美術品であった7件については引き続き京都市の所有とされた。これに該当するのは以下の7件である。
- （重要文化財）木造地蔵菩薩立像
- （重要文化財）銅造不動明王立像
- （重要文化財）多宝千仏石幢 - 後に国有となり、九州国立博物館に移管
- （重要文化財）毛詩正義
- （重要美術品）舞踊図小屏風 - 現・重要文化財
- （重要美術品）宋刊纂図互註尚書 - 現・重要文化財
- （重要美術品）宋刊新編翰苑新書後集

国立再移管以前の当館は、京都地方を中心とする社寺等からの寄託出品物の展示を主体としており、館蔵品購入のための予算を持たず、寄託や寄贈が行われるのを待つ状況であった。移管時の列品は寄託出品2,501件、館有列品831件で、他に参考品486件、図書7,287冊、写真5,510枚が所蔵されていた。これに対して、国立移管後は館蔵品購入のための独自予算が計上されるとともに、文化財保護委員会（のち文化庁）が購入して国有となった文化財の一部が管理換によって館蔵品に加わるシステムが整えられた。
博物館は、国立化当初は文化財保護委員会、1968年からは同年新設された文化庁の付属機関であった。中央省庁再編・独立行政法人制度の発足に伴い、2001年からは独立行政法人国立博物館、2007年からは独立行政法人国立文化財機構が運営する博物館となり、今日に至る。
2020年2月27日から同年3月15日にかけて、新型コロナウイルスの感染拡大に伴い臨時休館措置が取られた。
京都市内にある国公立の博物館・美術館4館で構成する「京都ミュージアムズ・フォー」の1つである。

## 公式キャラクター

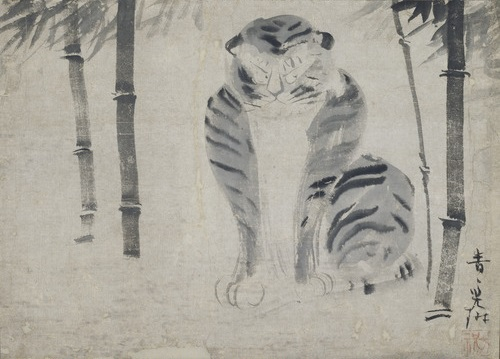
「トラりん」のモチーフとなった尾形光琳筆『竹虎図』。

公式キャラクターとして、自館所蔵作品である尾形光琳の『竹虎図』をモチーフにした「トラりん（虎形琳ノ丞）」が存在する。2015年10月10日に策定、当時の館長であった佐々木丞平により命名され、翌年の「ミュージアム キャラクター アワード 2016」（丹青社主催）で1位を獲得した。

## 施設

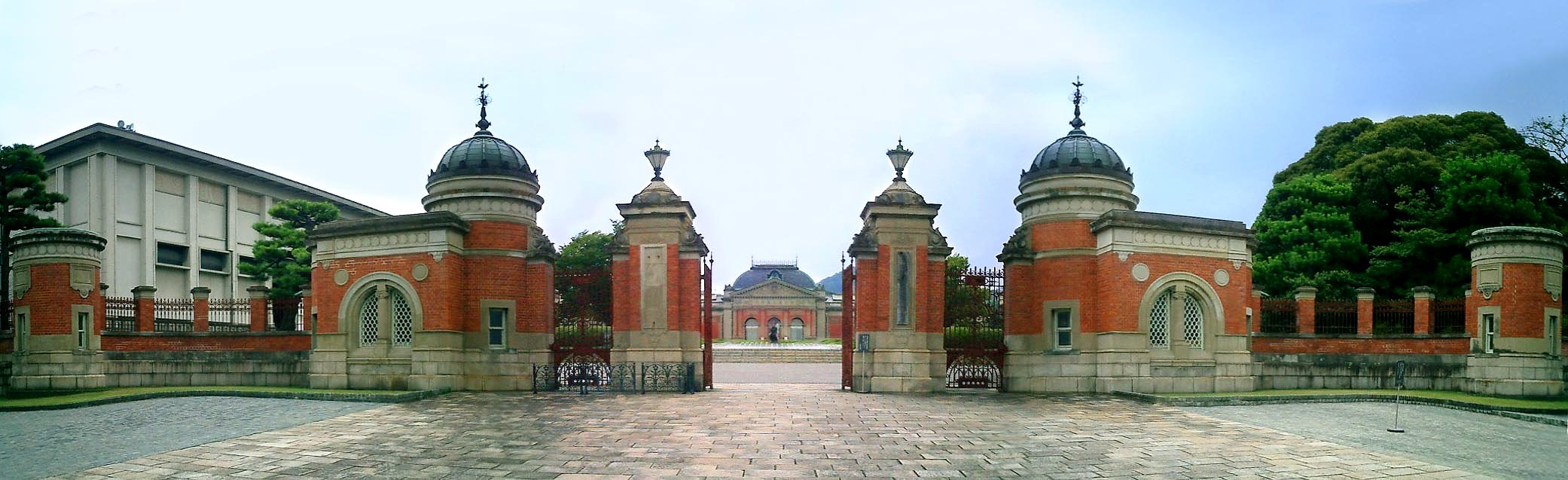
正門（重要文化財）

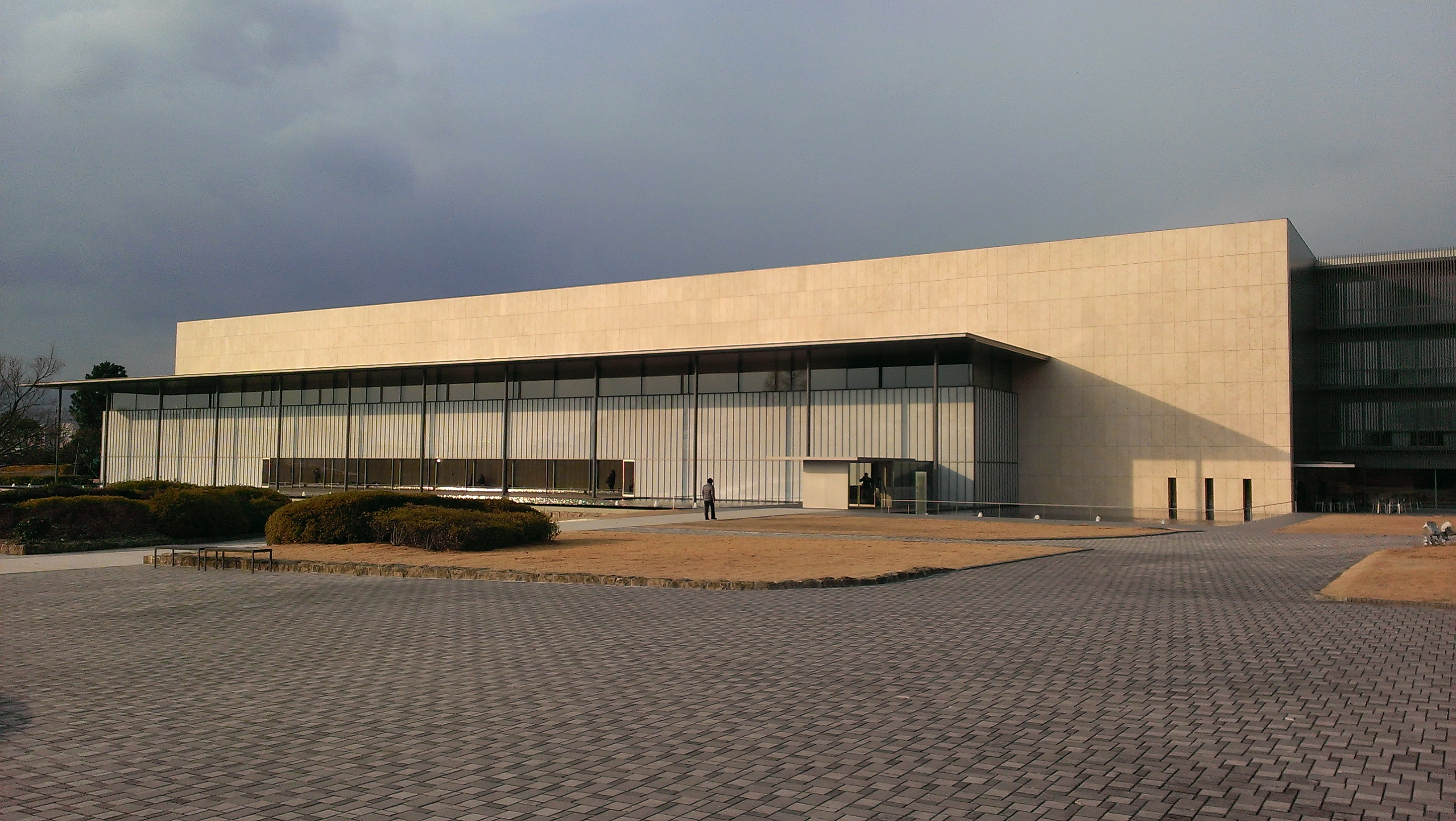
平成知新館（平常展示館）

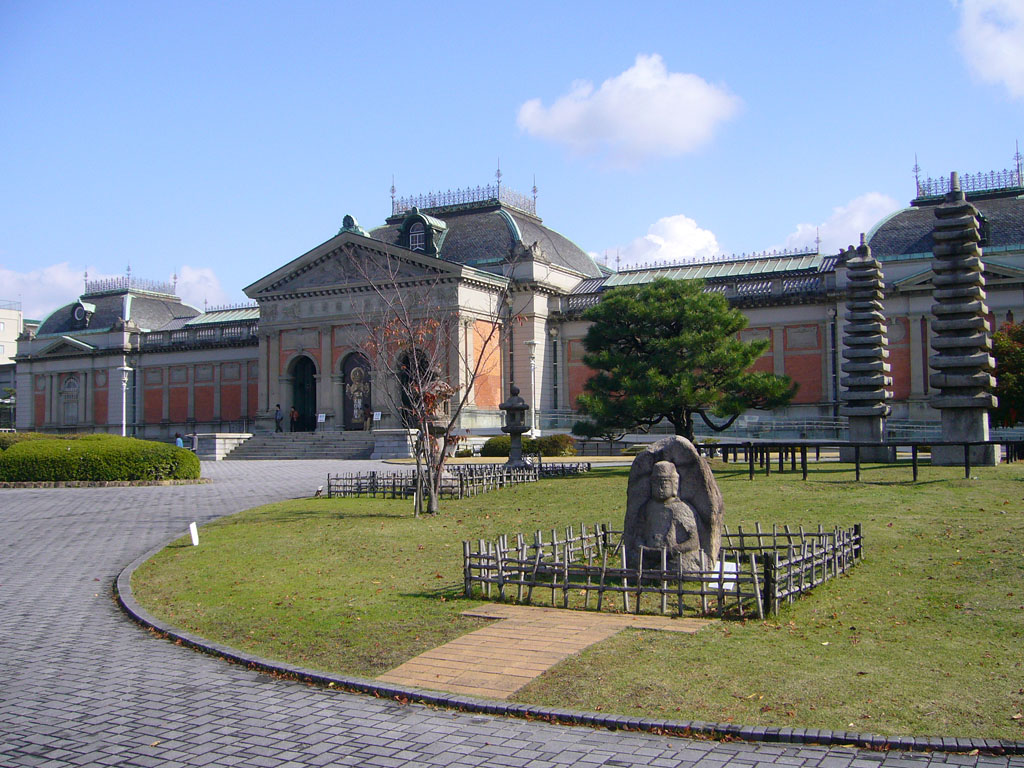
明治古都館（旧本館、重要文化財）

展示館は宮内省内匠寮技師片山東熊設計の旧・帝国京都博物館本館である明治古都館（旧称・本館）と、2013年に竣工した平成知新館がある。明治古都館は特別展示館として利用され、平成知新館は平常展示館として利用される。
所蔵品には国宝27件、重要文化財181件（2006年3月現在）が含まれる。また建物自体も、旧本館（明治古都館）・表門（正門）・札売場及び袖塀が1969年（昭和44年）、「旧帝国京都博物館」として国の重要文化財に指定されており、技術資料参考館（旧恩賜京都博物館陳列品収納用倉庫）が2008年（平成20年）、国の登録有形文化財に登録されている。
以前は平成知新館の位置に1965年に竣工し翌年開館した京都大学名誉教授森田慶一設計の「新館」（平常展示館）があった。この「新館」は解体され、平常展示機能を持つ平成知新館（谷口吉生設計、着工2009年1月31日、竣工2013年8月）が建設された。同じ谷口吉生設計の南門ミュージアムショップは2009年に先行オープンした。
旧平常展示館の解体と平成知新館の建設に伴い、平常展示は長く休止していたが、平成知新館の竣工後の展示室の乾燥を経た2014年9月13日に再開された（特別展はその間も継続されていた）。
- 明治古都館（旧・本館） - （片山東熊設計、1895年竣工、重要文化財）
- 平成知新館 - （谷口吉生設計、2013年竣工）
- 正門 - （片山東熊設計、1895年竣工、重要文化財）
- 南門 - （谷口吉生設計、2001年竣工）
- 事務庁舎
- 資料棟
- 管理棟
- 文化財保存修理所
- 技術資料参考館 - （1930年竣工、登録有形文化財）
- 東収蔵庫
- 北収蔵庫
- 茶室「堪庵」
- ロダン作『考える人』 - 正門と旧本館（明治古都館）を結ぶ軸線上に設置されている。1950年に個人所蔵家から寄託を受け、1956年に国有となったものである[17]。同時に寄託されたロダンの『アダム』像は、京都市役所前設置を経て京都市美術館に保管されている。
- 馬町十三重石塔 - もとは博物館の北東、渋谷通（しぶたにどおり）沿い[18]に建っていた、鎌倉時代建立の2基の十三重石塔。個人所有者からの寄託品。2基のうち1基に永仁3年（1295年）の銘がある。移築後、最初は博物館の旧本館近くに建っていたが、新館建設工事にともない、構内北西隅のレストラン脇に再移築された[19]。

## コレクション

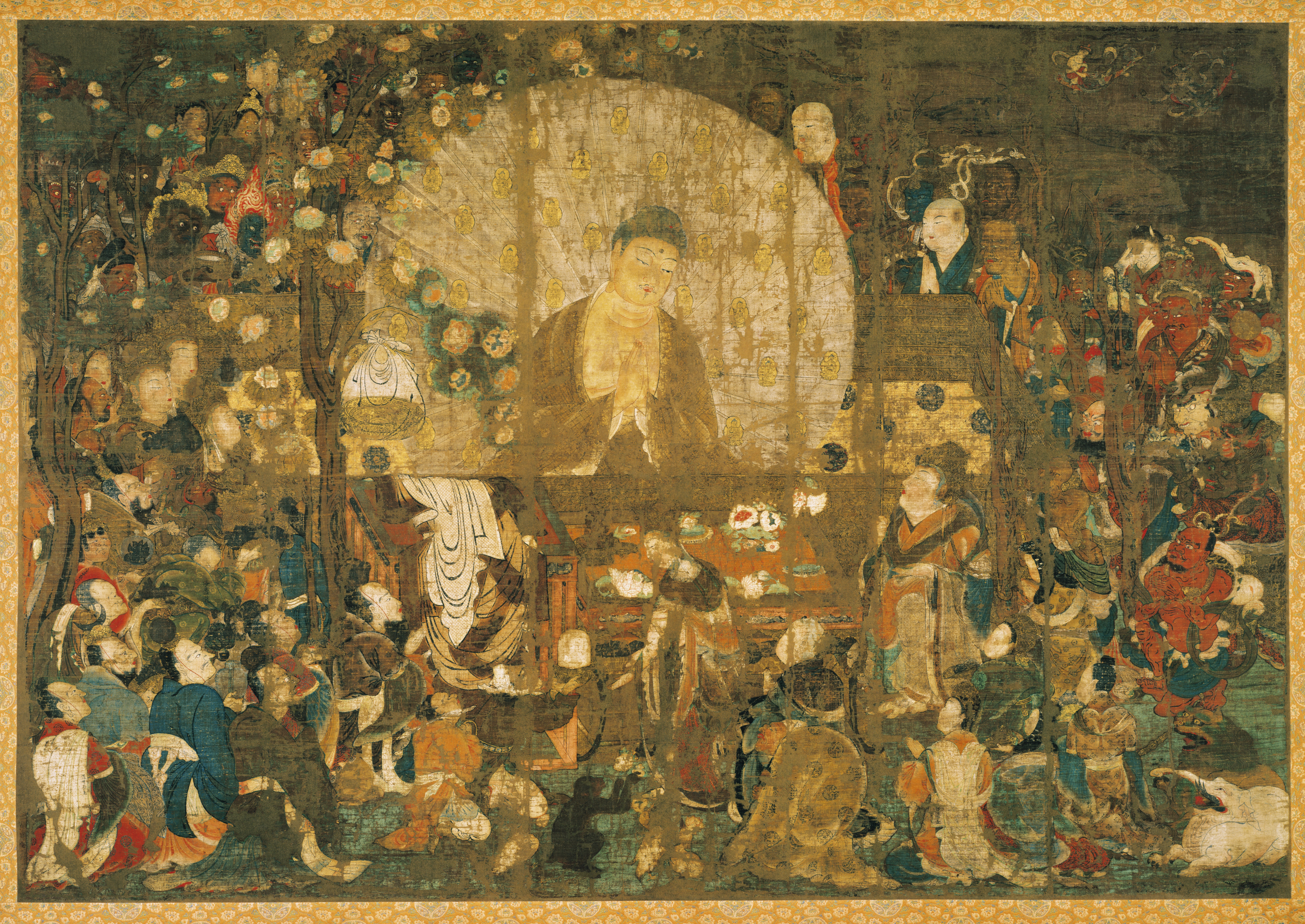
『釈迦金棺出現図』

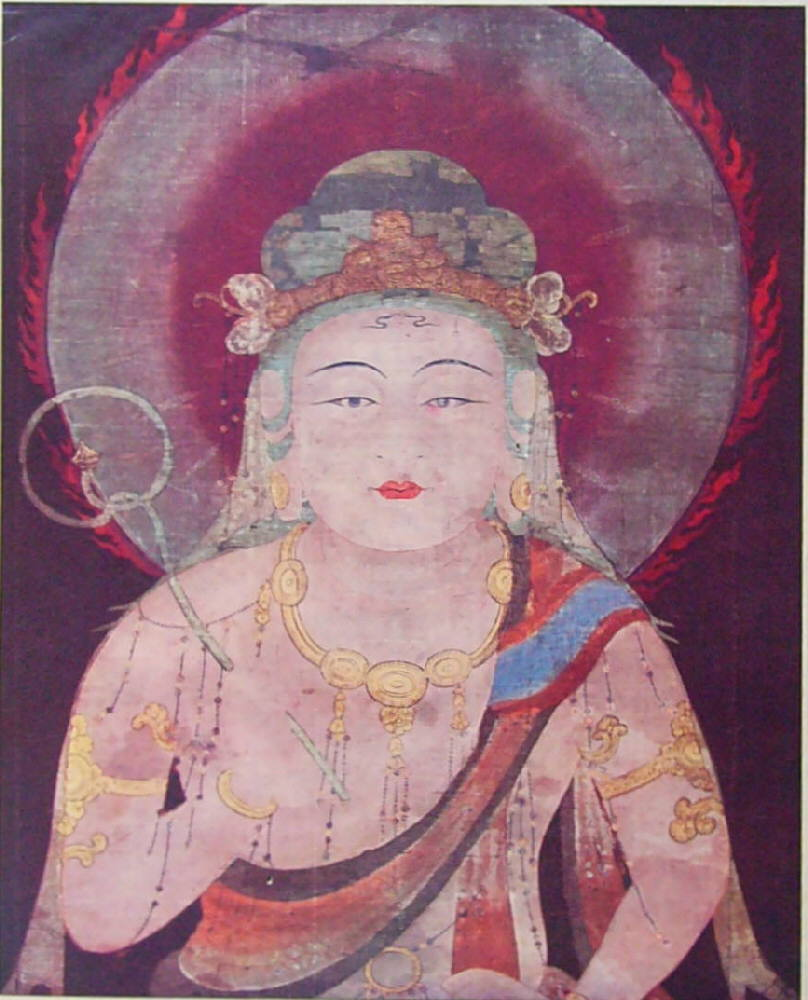
『十二天像』のうち水天

国宝・重要文化財などの所蔵品のほとんどは、第二次大戦後に文化財保護委員会（のち文化庁）からの管理換えや、館の予算による購入、個人等からの寄贈によって館蔵品となったものである。京博設立の主目的は、明治初期に近代化の波にさらされ、破損・遺失の危機に直面していた京都一帯の寺社の文化財を保護するということであった。こうした事情から、戦前は京都を中心とした社寺からの寄託品が陳列の中心だった。現在も他の所有者からの寄託品は収蔵品の約半分を占めており、国宝・重文の件数も寄託品のほうが遥かに多い。
1954年には、国宝の「千手千眼陀羅尼経残巻」、重要文化財多数を含む守屋コレクションの経典類が一括寄贈された。守屋コレクションは経典類と銅鏡の収集家として知られた弁護士・守屋孝蔵（1876年 - 1953年）の集めたもので、同人の没後に遺族から寄贈されたものである。

### 国宝一覧
- 国宝・重要文化財全件の一覧は別項「京都国立博物館所蔵文化財一覧」を参照。

独立行政法人国立文化財機構所有、京都国立博物館保管の国宝は以下のとおりである。
- 絹本著色山越阿弥陀図
- 絹本著色山水屏風 六曲屏風
- 絹本著色釈迦金棺出現図
- 絹本著色十二天像
- 紙本著色餓鬼草紙
- 紙本著色病草紙
- 紙本墨画淡彩天橋立図 雪舟筆
- 紙本墨画蓮池水禽図 俵屋宗達筆
- 白描絵料紙墨書金光明経 巻第三
- 古神宝類（阿須賀神社伝来）
- 太刀 銘安家（福岡藩黒田家伝来）
- 太刀 銘則国（鳥取藩池田家伝来）
- 芦手絵和漢朗詠集抄 藤原伊行筆
- 一品経懐紙（西行、寂蓮等十四枚）
- 金剛般若経開題残巻 弘法大師筆 （六十三行）
- 古今和歌集 巻第十二残巻（本阿弥切本）
- 稿本北山抄 巻第十
- 手鑑「藻塩草」（二百四十一葉）
- 浄名玄論
- 新撰類林抄 巻第四残巻
- 世説新書 巻第六残巻
- 千手千眼陀羅尼経残巻（天平十三年七月十五日玄昉願経）
- 紺紙金字大宝積経巻第三十二（高麗国金字大蔵経）
- 日本書紀 巻第二十二、第二十四
- 日本書紀神代 巻上下 （吉田本）
- 万葉集 巻第九（藍紙本）
- 明恵上人歌集 高信筆
- 藤原忠通筆書状案
- 漢書楊雄伝第五十七

天橋立図 雪舟筆
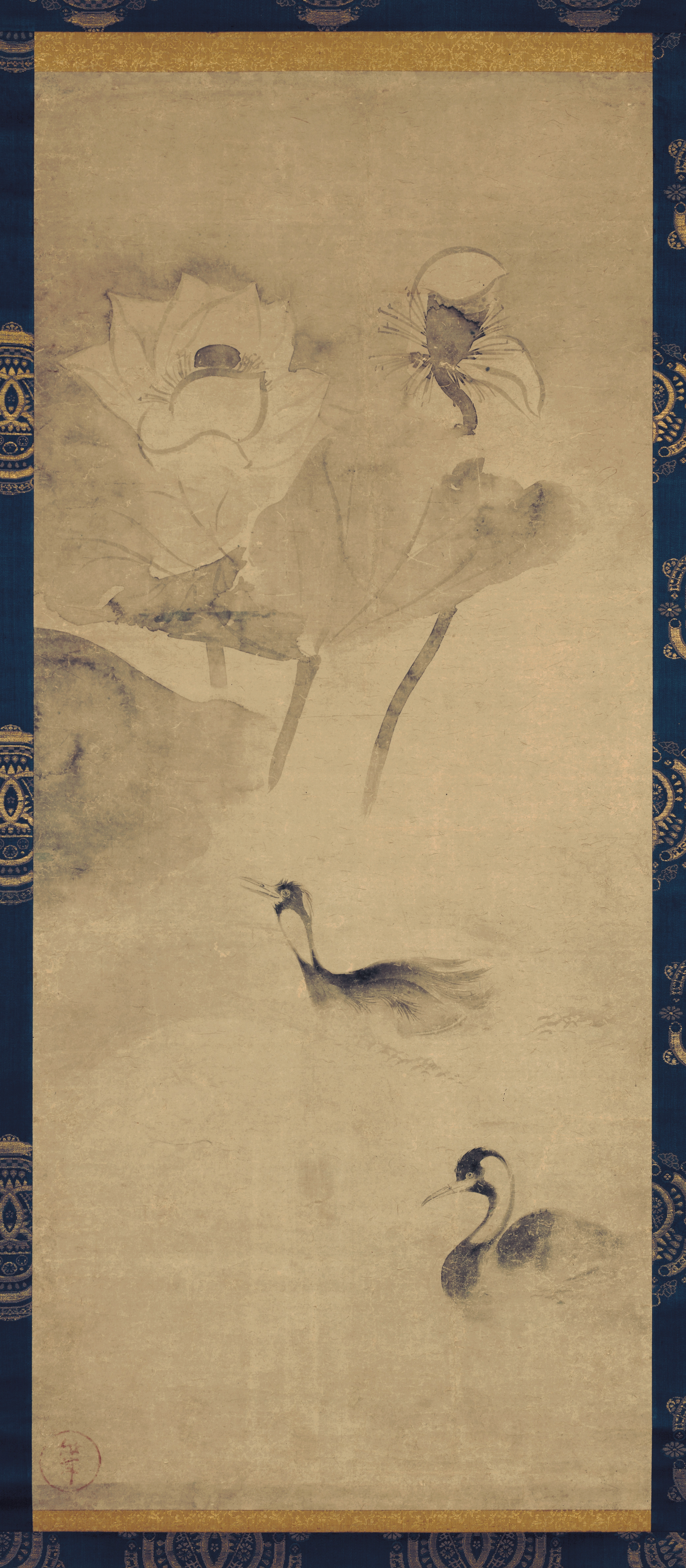
蓮池水禽図 俵屋宗達筆
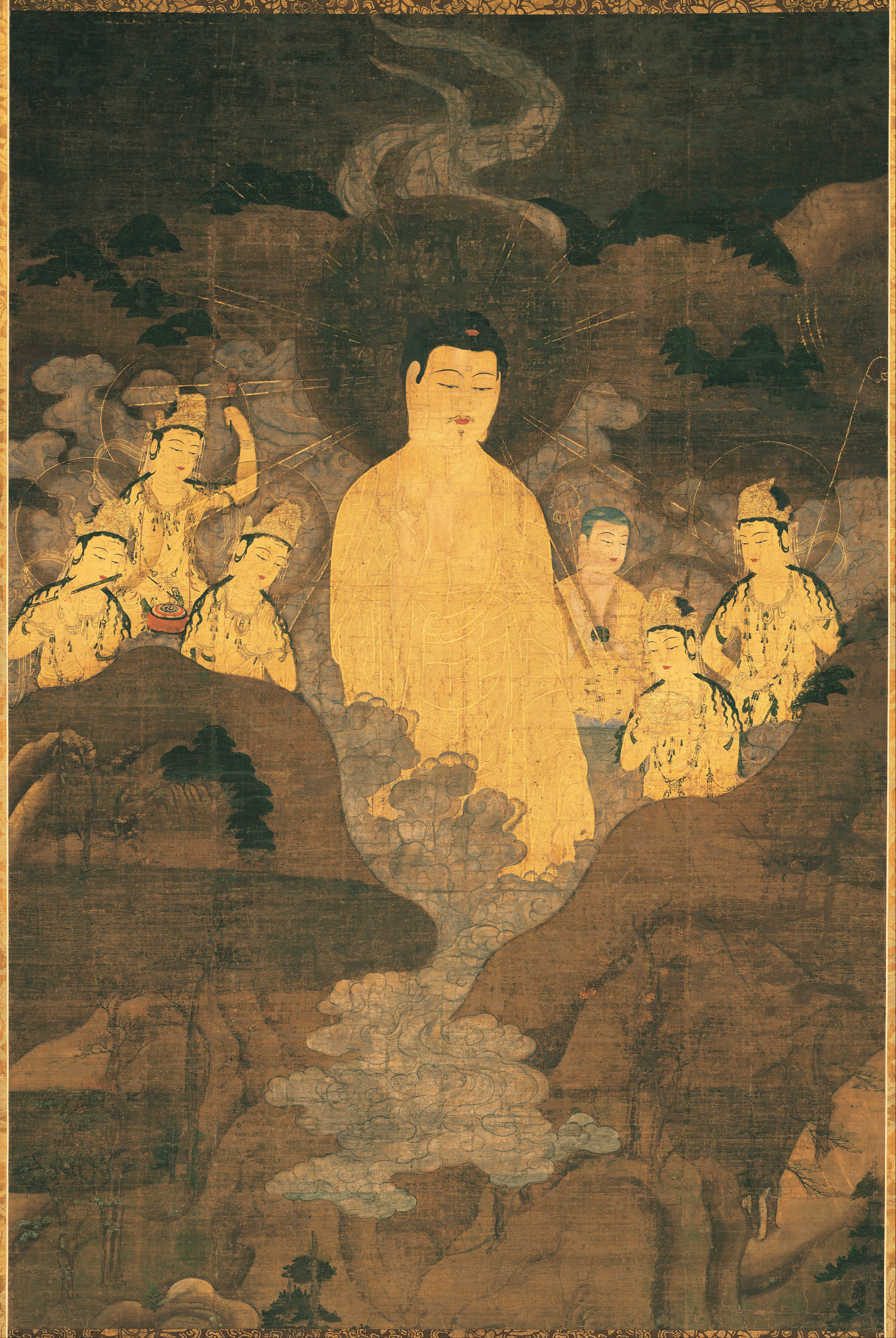
山越阿弥陀図
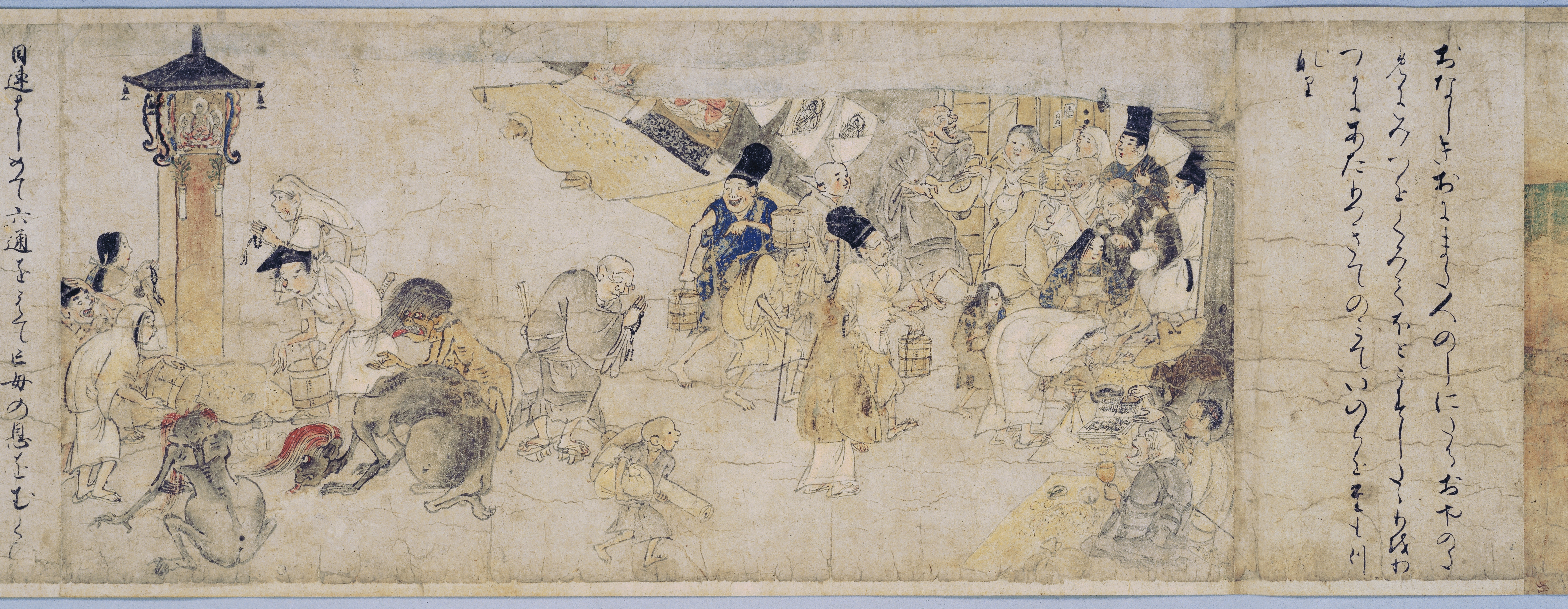
餓鬼草紙
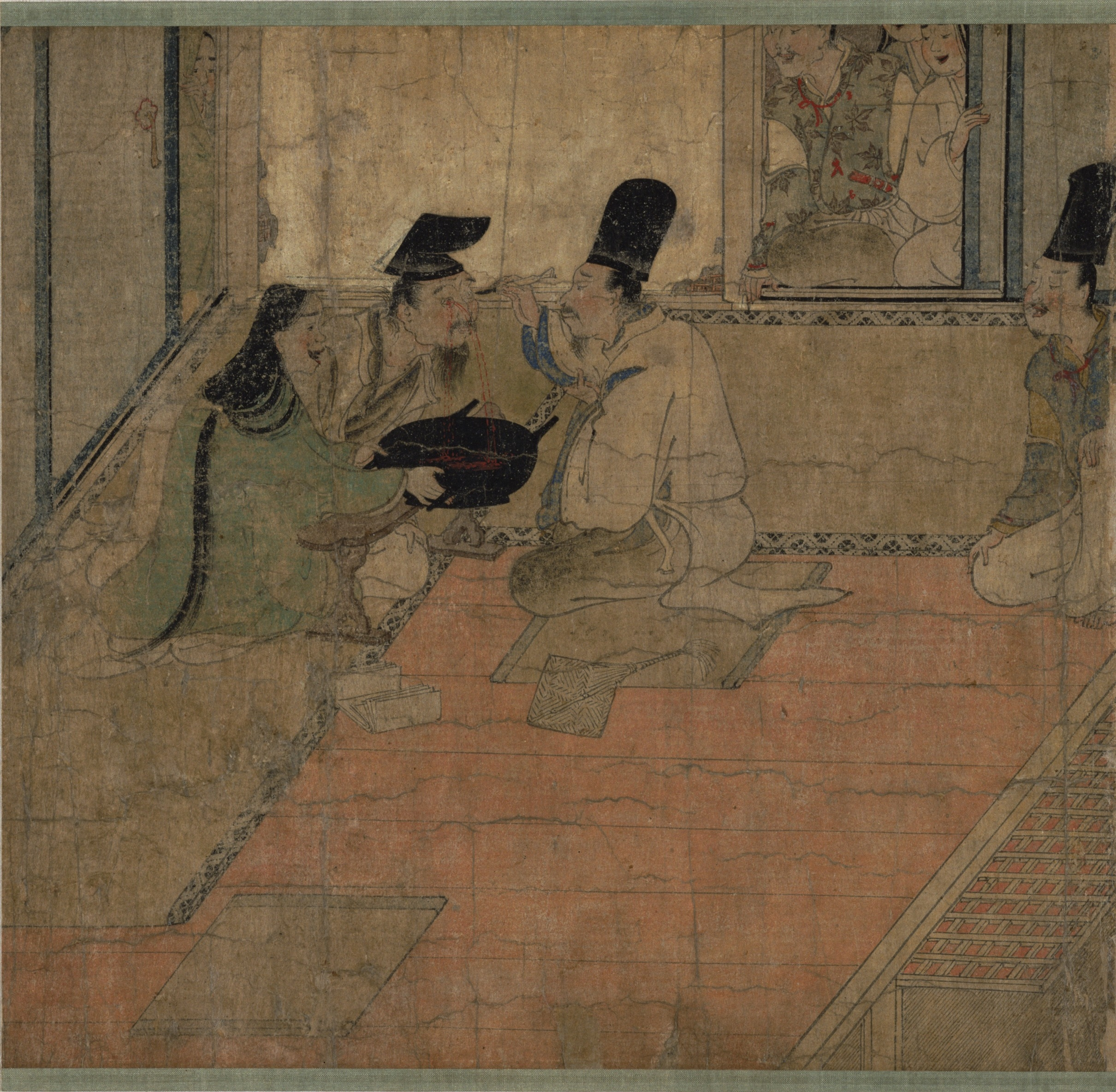
病草紙のうち「眼病の男」
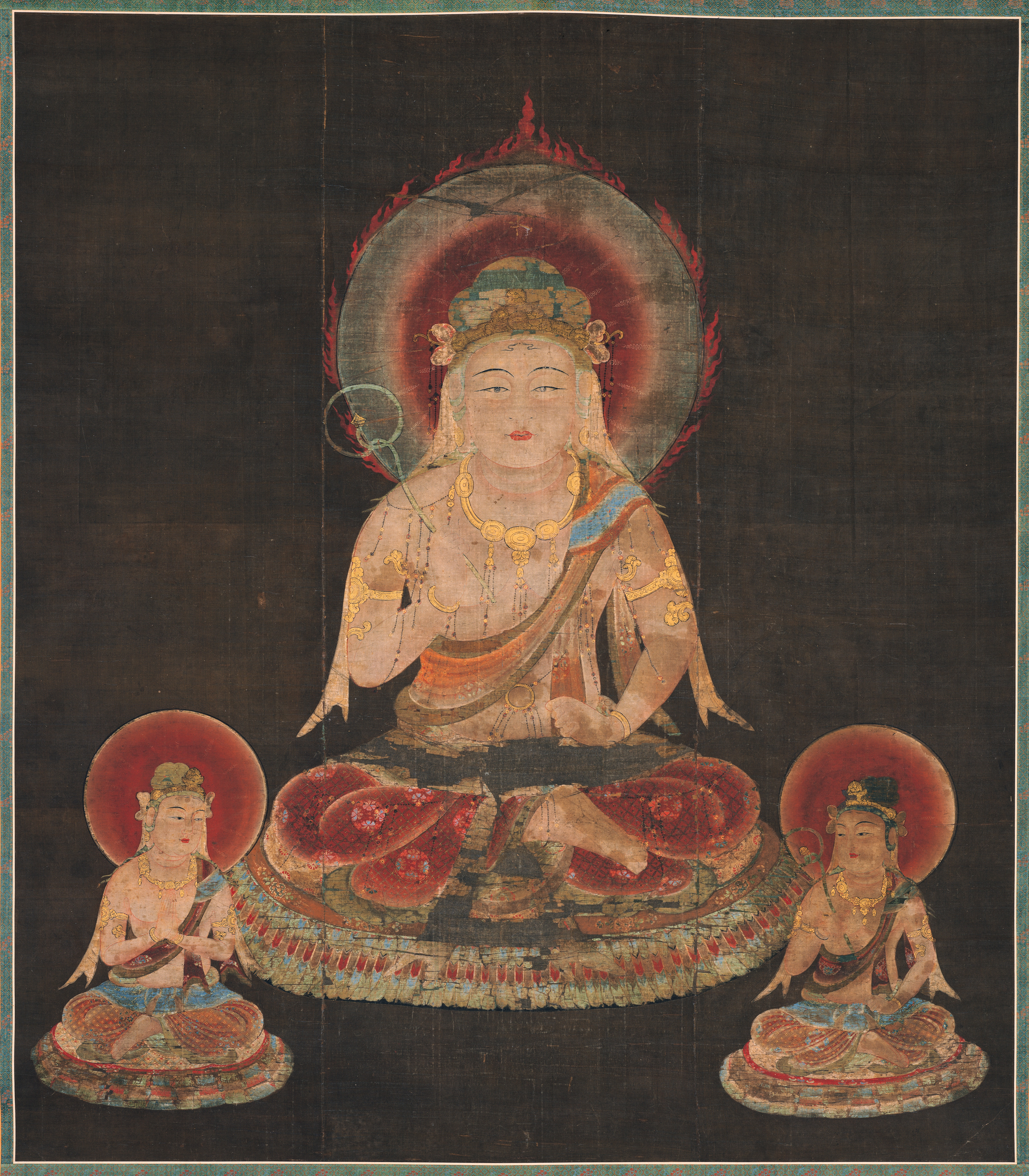
十二天のうち水天
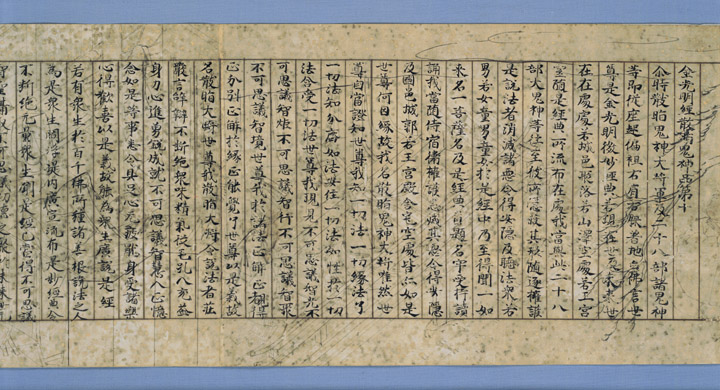
白描絵料紙金光明経
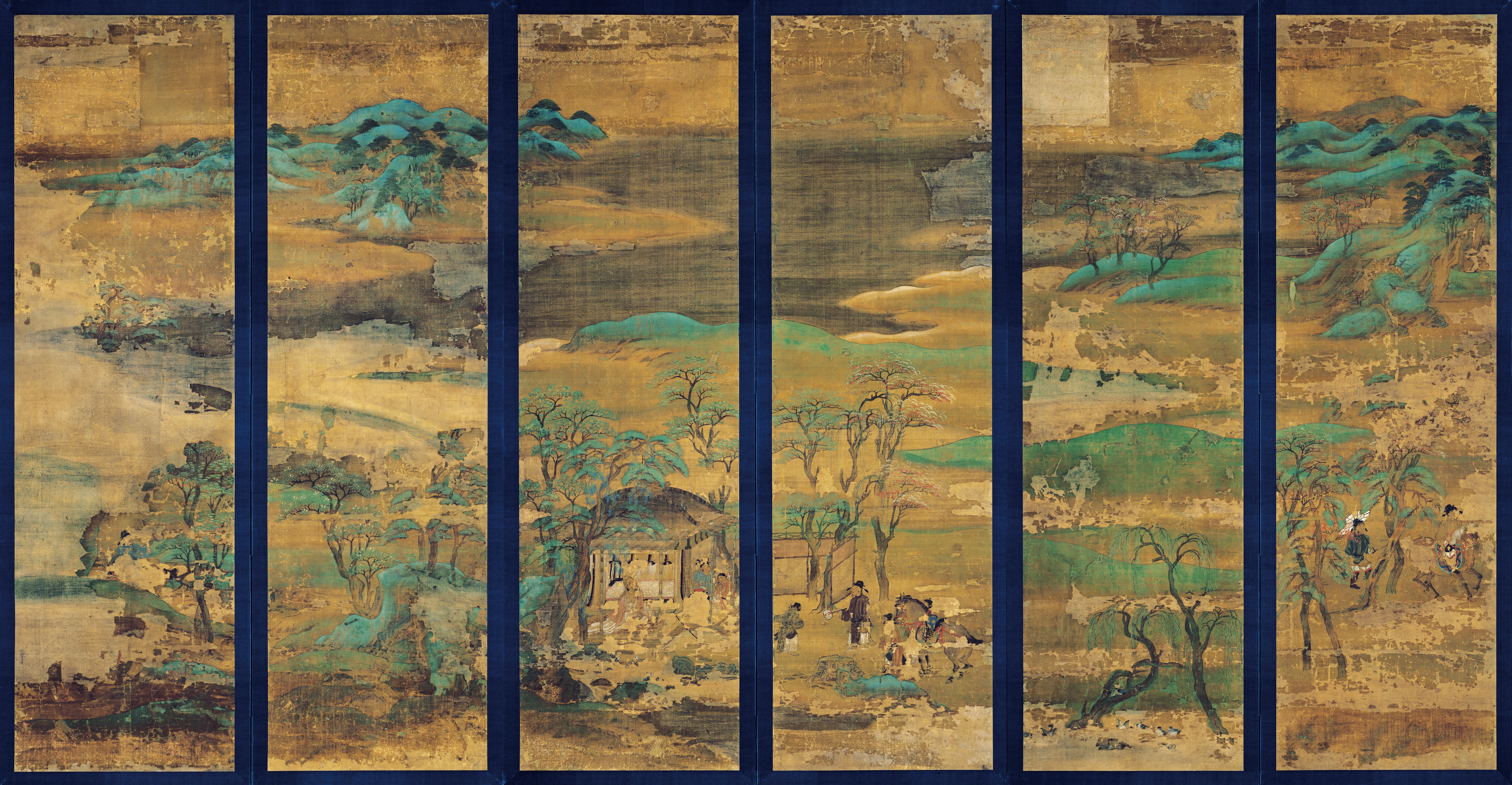
山水屏風（東寺伝来）
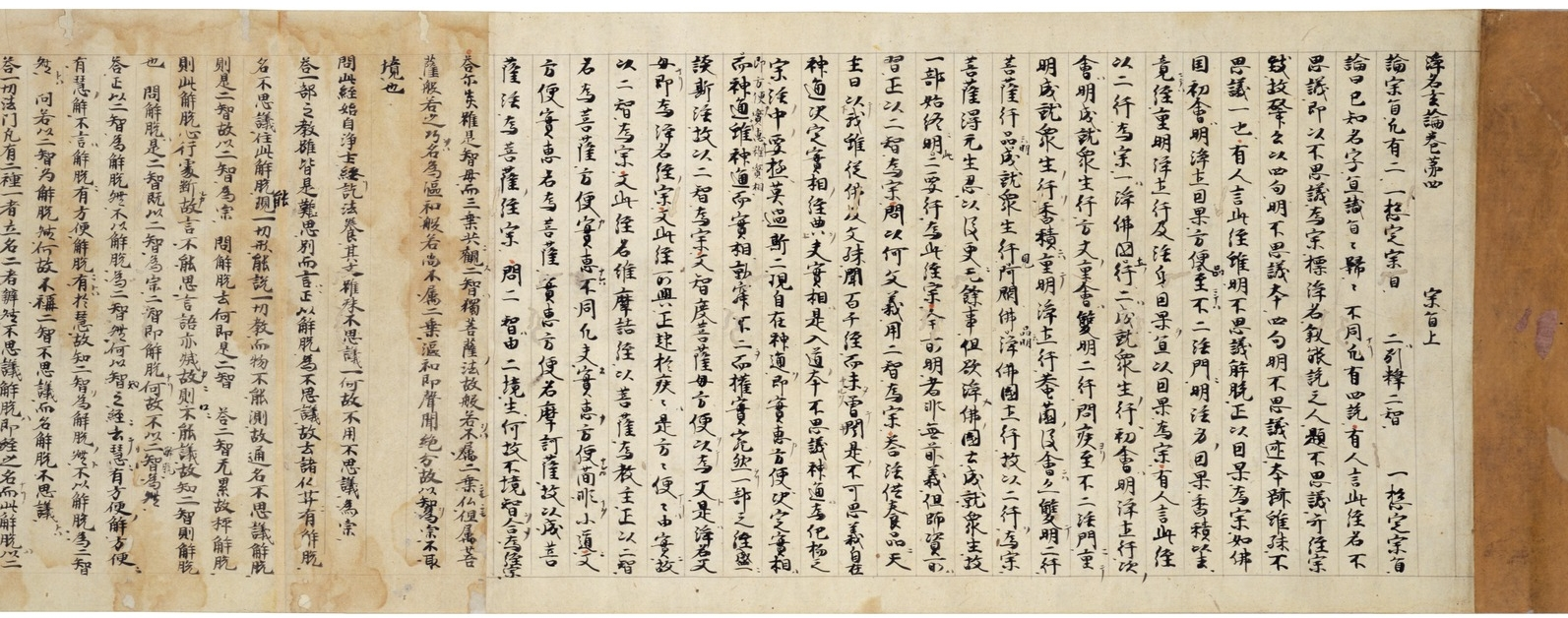
浄名玄論
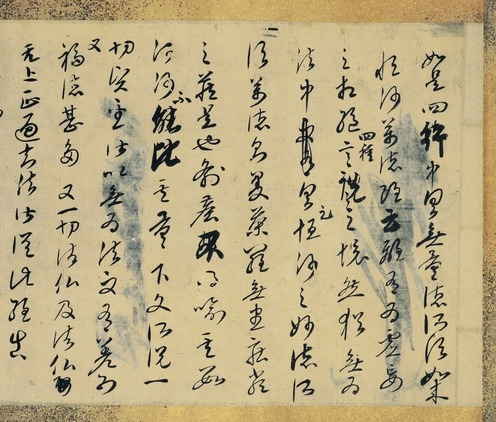
金剛般若経開題残巻
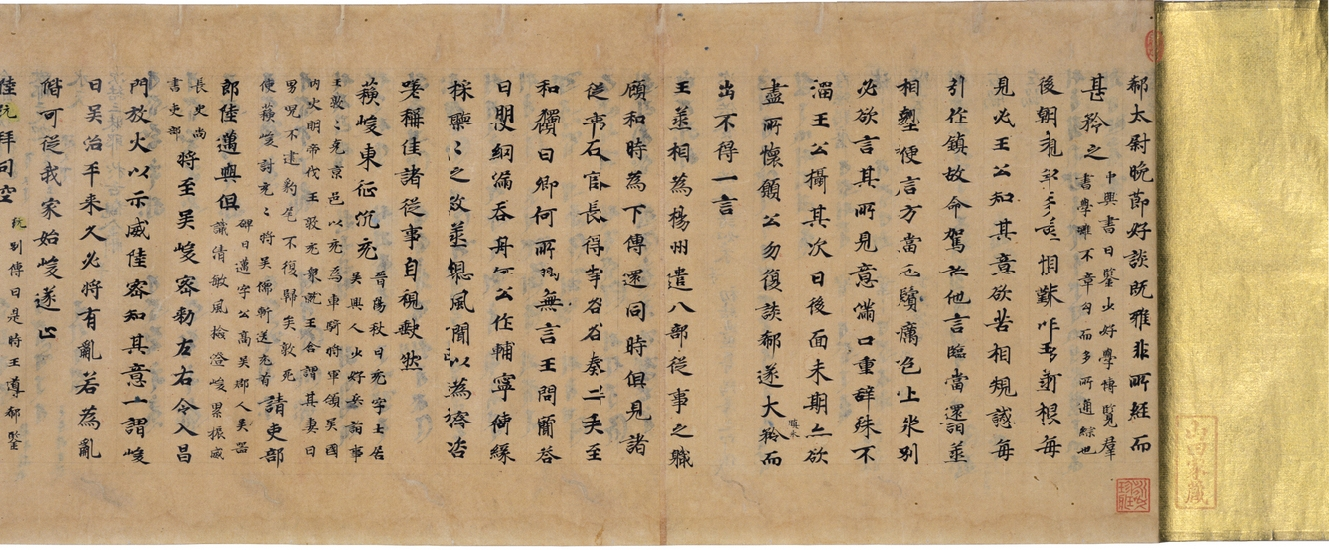
世説新書 巻第六残巻
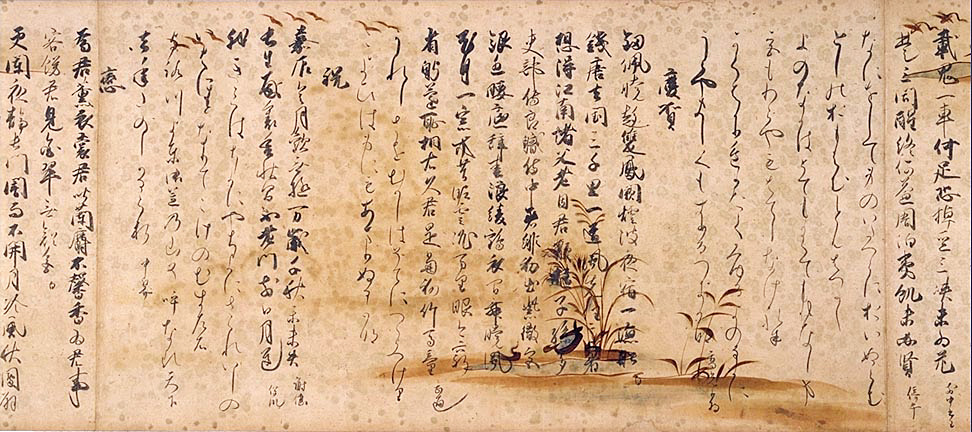
芦手絵和漢朗詠集
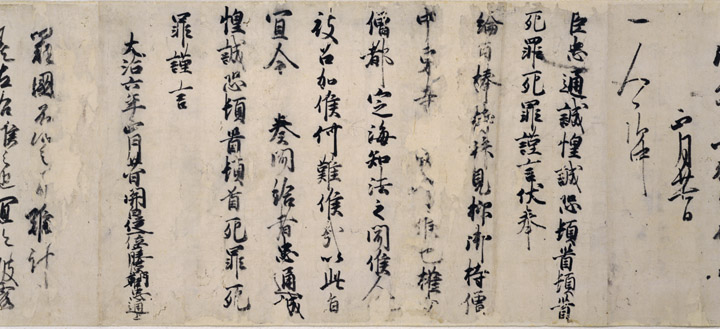
藤原忠通筆書状案（第6通）

## ギャラリー

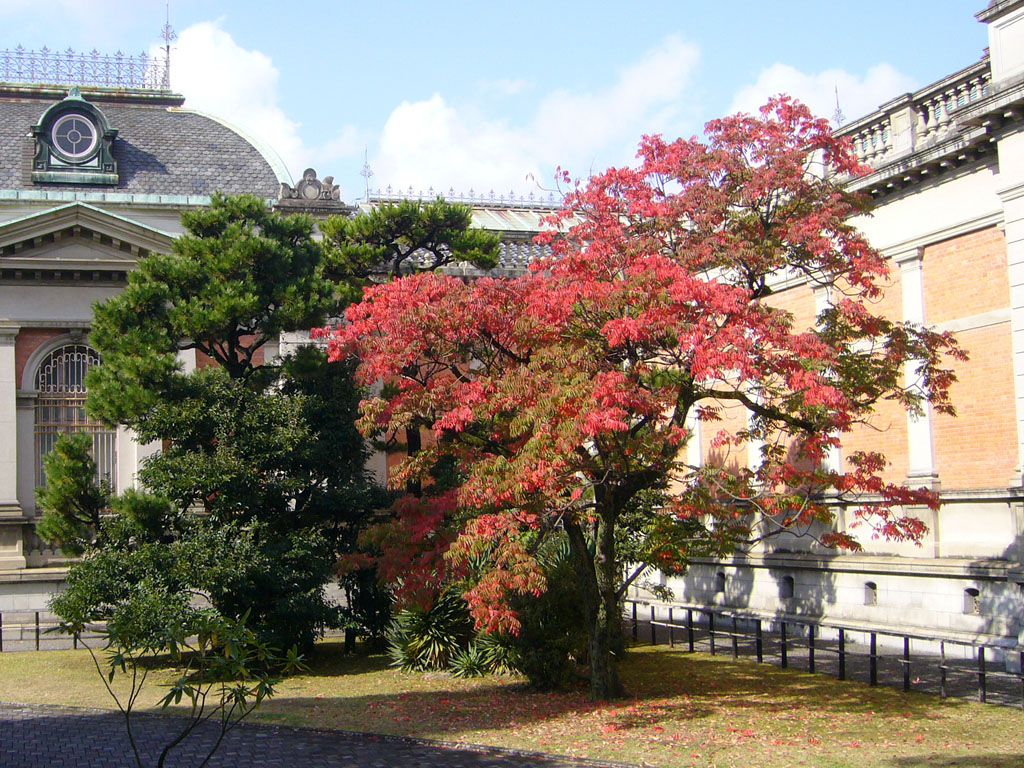
明治古都館　南東側
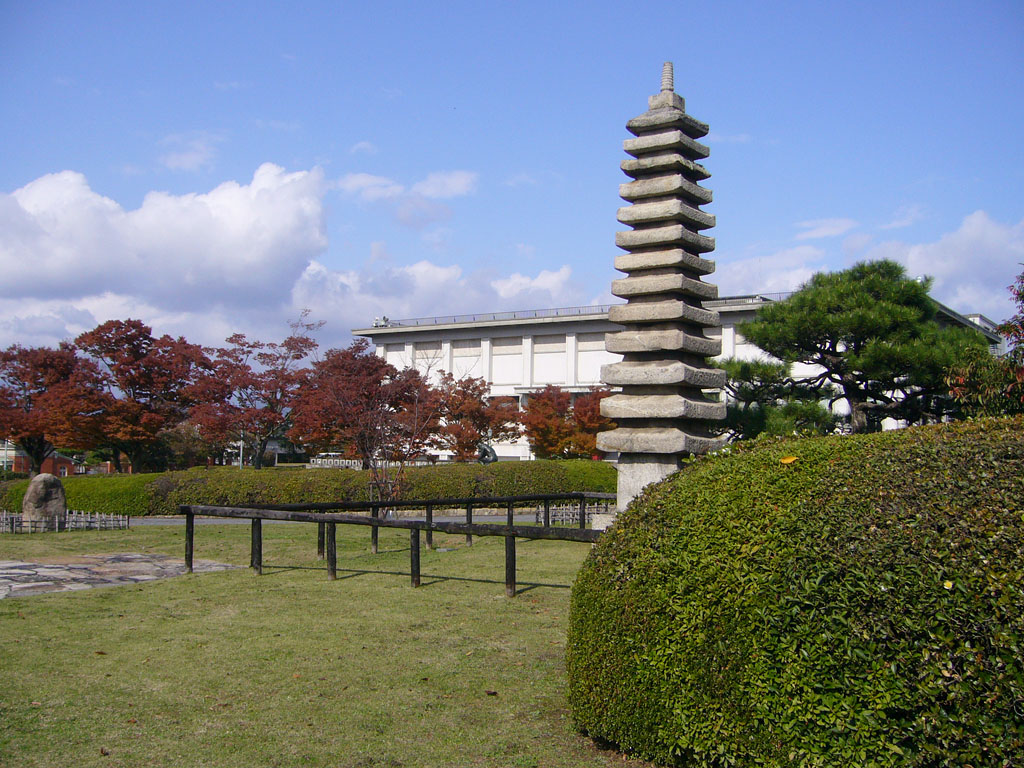
前庭の馬町十三重塔（移築前）
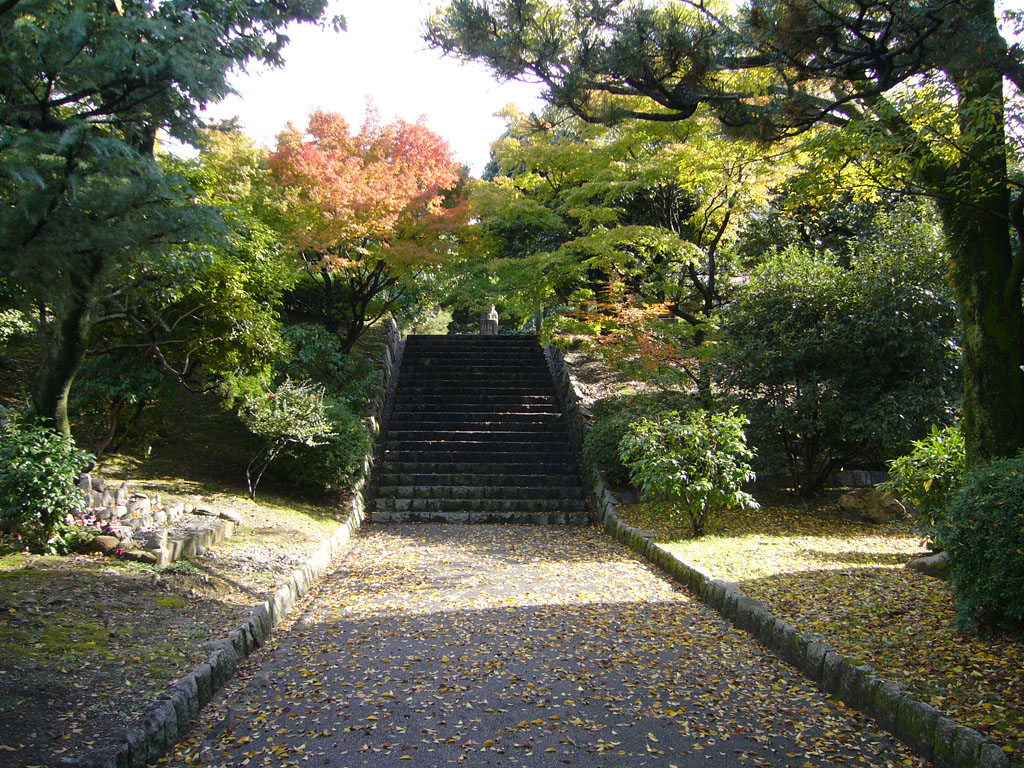
庭園へのアプローチ
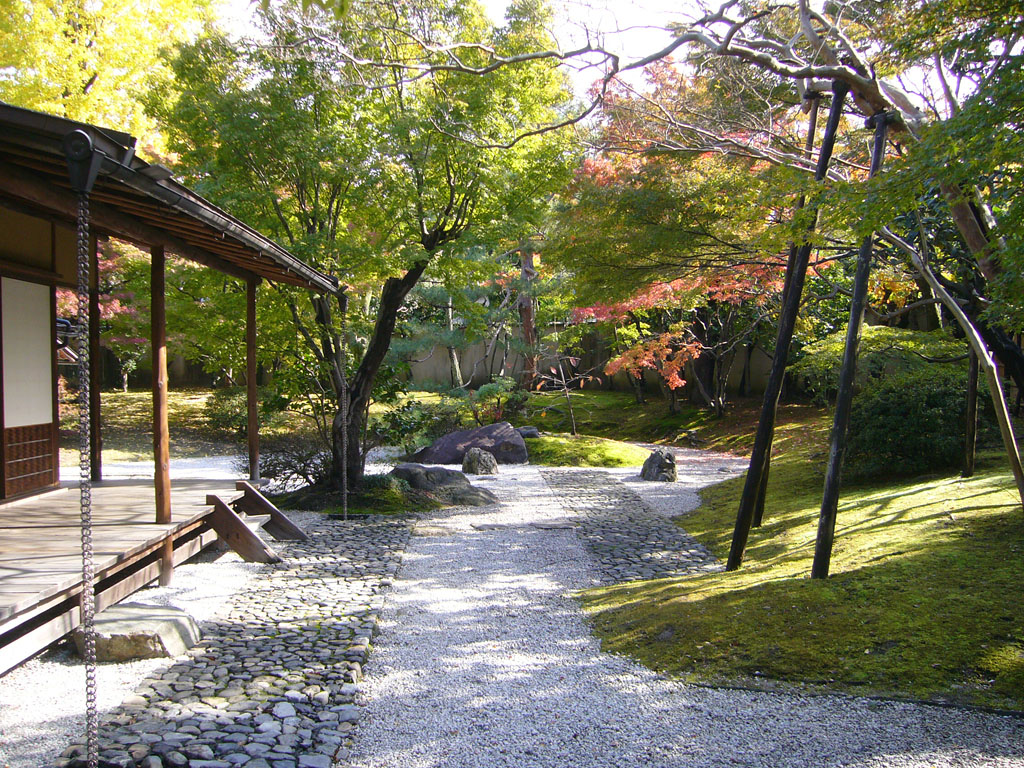
茶室「堪庵」庭園
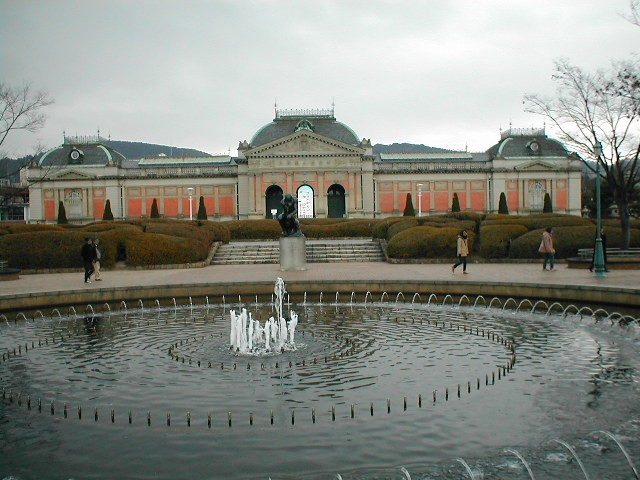
明治古都館前の噴水
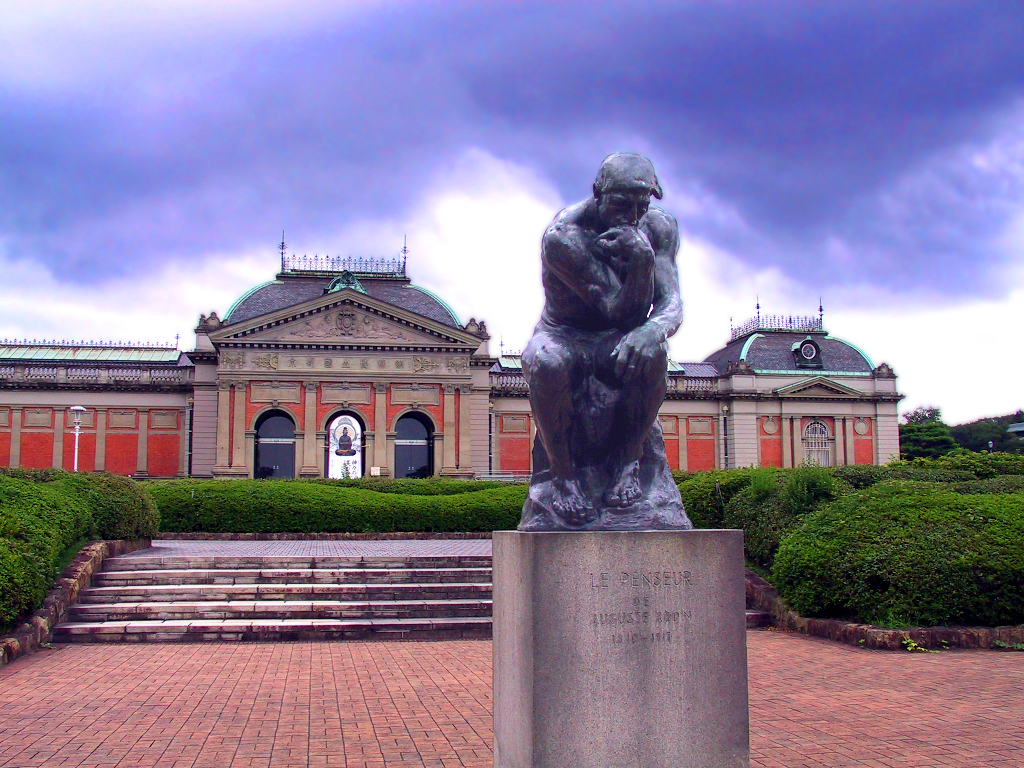
明治古都館前のロダン作『考える人』

## 表彰
- 関西元気文化圏賞 特別賞（2018年）[21]

## 歴代館長
- 1947–：細川護立（兼）
- 1952–1960：神田喜一郎
- 1961–1972：塚本善隆
- 1972–1978：松下隆章
- 1978–1985：林屋辰三郎
- 1985–1991：上山春平
- 1991–1997：藤沢令夫
- 1997–2001：中川久定
- 2001–2005：興膳宏
- 2005–2021：佐々木丞平
- 2021–：松本伸之

## 交通アクセス
- JR・近鉄「京都駅」から
  - （烏丸口D1、D2のりばから）京都市営バス急行100・206・208号系統「博物館・三十三間堂前」バス停下車、徒歩すぐ。
  - （八条口のりばから）プリンセスラインバス「東山七条」下車、徒歩1分
- 京阪本線 七条駅 徒歩7分

## 周辺情報
- 三十三間堂（蓮華王院）
- 豊国神社
- 智積院
- 妙法院
- 方広寺（「国家安康」の鐘）
- 京都女子大学
- 河井寛次郎記念館